# Mount Alf
Mount Alf ist ein über 3200 m hoher Berg im westantarktischen Ellsworthland. Er ragt zwischen Mount Sharp und Mount Dalrymple im nördlichen Teil der Sentinel Range des Ellsworthgebirges auf.
Kartiert wurde er von der sogenannten Marie Byrd Land Traverse Party, einer Mannschaft vorwiegend zur Erkundung des Marie-Byrd-Lands zwischen 1957 und 1958. Das Advisory Committee on Antarctic Names  benannte ihn nach dem US-amerikanischen Meteorologen Edward Alfred Alf (1930–2013), der zur Besatzung der Byrd-Station im Winter 1957 gehörte.